# Djungelgänget: Långfilmen
Djungelgänget: Långfilmen (franska: Les As de la Jungle) är en fransk animerad film från 2017 i regi av David Alaux.

## Handling
Tigerpingvinen Morris och resten av Djungelgänget har de senaste åren skyddat ordningen i djungeln. Fram tills en dag då de råkar stöt på den ondsinta koalan Igor. För att hindra Igors onda planer att förstöra djungeln måste Djungelgänget börja samarbeta med ”Mästarna” som funnits i djungeln sedan urminnes tider.

## Rollista
- Philippe Bozo – Maurice
- Laurent Morteau – Gilbert
- Pascal Casanova – Miguel
- Céline Monsarrat – Batricia
- Emmanuel Curtil – Al
- Paul Borne – Bob
- Maïk Darah – Natasha
- Frantz Confiac – Tony
- Alain Dorval – Goliath
- Richard Darbois – Igor

### Svenska röster
- Michael Blomqvist – Morris
- Johan Hedenberg – Igor
- Andreas Nilsson – Gilbert
- Annelie Berg Bhagavan – Natacha
- Gunnar Ernblad – Goliat
- Vicki Benckert – Fladdricia
- Roger Storm – Miguel
- Adam Fietz – Tony
- Joakim Jennefors – Per
- Ole Ornered – Pål
- Övriga röster – Fredrik Hiller, Norea Sjöquist, Dick Eriksson, Mikaela Tidermark, Anton Olofsson Raeder, Christian Fex, Louise Raeder
- Regi – Anton Olofsson Raeder
- Översättning – Dick Eriksson
- Producent – Hans-Henrik Engström
- Svensk version producerad av Nordic United AB[4]